# Phyllidiopsis xishaensis
Phyllidiopsis xishaensis is een slakkensoort uit de familie van de Phyllidiidae. De wetenschappelijke naam van de soort is voor het eerst geldig gepubliceerd in 1983 door Lin.